# أخصائي تغذية
أخصائي التغذية أو اختصاصي النظم الغذائية أو الإقاتِيُّ أو اختصاصي القوتيَّات هم خبراء الغذاء والتغذية. ودورهم هو إرشاد الناس إلى ما يجب تناوله من أجل أن يعيشوا حياة صحية أو الوصول إلى أهداف خاصة متعلقة بالصحة. ويعمل أخصائيو التغذية بصفات متنوعة ومختلفة في مجال الرعاية الصحية وخدمات الأغذية وإعداد الشركات والمجالات التعليمية.

## تصنيف منظمة الصحة العالمية
يشرف أخصائيو التغذية على إعداد وتوفير الطعام وتطوير الوجبات المعدلة والمشاركة في الأبحاث وتعليم الأفراد والمجموعات العادات الغذائية الجيدة. وهدف أخصائيي التغذية هو توفير التغذية الطبية والحصول على الأغذية وإعداد الأغذية بسلامة وتوفيرها وإعطاء إرشادات حول مذاق الأغذية والأطعمة المفيدة من الناحية الغذائية للمرضى والمجموعات والمجتمعات. وتعد التعديلات الغذائية للتعامل مع الشئون الطبية بما يشتمل على الوجبات الغذائية من المهام الرئيسية لعلم التغذية (الذي يهتم بدراسة التغذية وارتباطها بالصحة). على سبيل المثال، يمكن أن يوفر أخصائي التغذية، من خلال العمل مع الأطباء وغيرهم من موفري الرعاية الصحية، الاحتياجات الغذائية الصناعية الخاصة للمرضى الذين ليست لديهم القدرة على تناول الطعام بالشكل الطبيعي. كما يمكن أن يوفر أخصائيو التغذية المحترفون كذلك خدمات متخصصة كما هو الحال مثلاً في حالات السكري والبدانة وعلم الأورام وهشاشة العظام وطب الأطفال ومرض الكلى وأبحاث المغذيات الدقيقة.

## التسميات
ويتم استخدام مصطلحات احترافية مختلفة في دول مختلفة وفي المناصب التوظيفة المتنوعة، على سبيل المثال، أخصائي التغذية الطبي، وأخصائي التغذية المجتمعية، ومسئول التعريف بالوجبات وأخصائي خدمة التغذية وأخصائي التغذية المسجل وأخصائي الصحة العامة وأخصائي التغذية العلاجية وأخصائي تغذية الأبحاث. وفي العديد من الدول، لا يحق إلا للأشخاص الحاصلين على اعتمادات تعليمية محددة وغيرها من المتطلبات الاحترافية أن يطلقوا على أنفسهم اسم «أخصائي تغذية» — وبالتالي يكون هذا اللقب محميًا بشكل قانوني. كما يستخدم المصطلح «مسئول التغذية» كذلك بشكل شائع، ومع ذلك فإن المصطلح «أخصائي التغذية» و«مسئول التغذية» يجب ألا يتم النظر إليهما على أنهما يحلان محل بعضهما الآخر — ويمكن أن يكون تدريب ولوائح ونطاق ممارسة كل منهما مختلفًا اختلافًا تامًا باختلاف الأفراد ونطاقات الاختصاص.
وفي العديد من الدول، فإن أغلبية أخصائيي التغذية من أخصائيي التغذية الطبيين أو العلاجيين، كما هو الحال في الولايات المتحدة والمملكة المتحدة وأجزاء كبيرة من إفريقيا. وفي دول أخرى، يكون هؤلاء الأخصائيون عبارة عن أخصائيي تغذية لخدمات التغذية، كما هو الحال في اليابان والعديد من الدول الأوروبية.